# بقاء (تصوف)

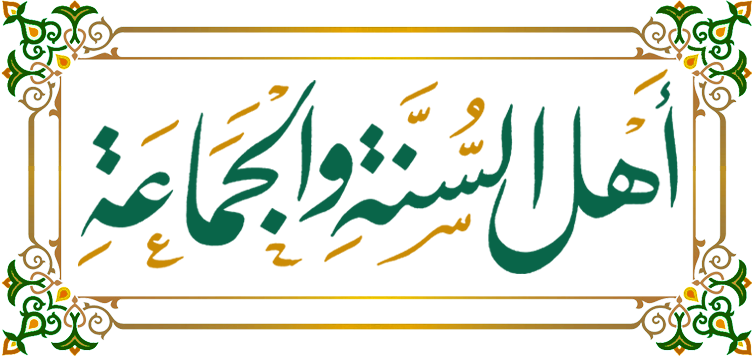

البقاء هو مصطلح يستعمل في الفلسفة الصوفية التي تصف حالة الحياة مع الله، من خلال الله، في الله، والله. إنها قمة المنازل الصوفية، أي المقصد أوالمسكن. هناك ثلاث مستويات أو درجات للبقاء، كل واحدة منها تشير إلى جانب معين من جوانب النظرية الإلهية كمبدأ الوجود وتطورها النوعي، ويتألف من الإيمان والمعرفة والنعمة. إنها المرحلة النهاية التي يستعد فيها الباحث الروحي للرؤية الدائمة لله. وبالتالي، يمكن أن يطلق عليه اسم الخلود الإلهي.